# April O'Neil (attrice pornografica)
April O'Neil (Phoenix, 7 aprile 1987) è un'attrice pornografica statunitense.

## Biografia
Nativa di Phoenix, ha origini tedesche, ebraiche, messicane, nicaraguensi e russe.
Nel 2008 si trasferisce a Los Angeles dove lavora per 6 mesi come receptionist. Dopo aver incontrato l'attrice pornografica Kylee Reese ad una festa, viene introdotta nel cinema pornografico.
È dichiaratamente bisessuale. Il suo nome pornografico è un omaggio al personaggio della serie Teenage Mutant Ninja Turtles.
Nel 2009 posa per il magazine Naughty Neighbors nel numero Holiday 2009. Nel 2013 è stata una delle sedici attrici presenti nel documentario Aroused. Sempre nel 2013 il settimanale LA Weekly l'ha classificata al decimo posto nella lista "10 nuove pornostar che potrebbero essere la nuova Sasha Grey". Nel 2019 gira una scena con l'attrice transessuale Lena Kelly. È molto apprezzata per i lineamenti latini e per l'abbondante seno naturale in relazione al suo fisico minuto. Ha dichiarato che il suo attore preferito con il quale girare scene di sesso è James Deen. 
È una star molto apprezzata dai nerd, esibendosi infatti in parodie porno di videogiochi e film come The Lego Movie, Riverdale e Fortnite.
Nel 2020 presta la sua voce come doppiatrice nel film Hentai Sex School della casa di produzione Adult Time.
È molto attiva sui social network. Nel 2008 aveva un account su Tumblr dove pubblicava principalmente meme di Doctor Who e in seguito foto di nudo. Dopo essere stata bannata si è spostata su altre piattaforme come Instagram, dove pubblica dettagli della sua vita privata e successivamente OnlyFans, dove posta foto e video a sfondo pornografico.
A seguito dello scoppio della pandemia da Covid-19 nel 2020 non ha più girato in scene pornografiche, se non come comparsa o in scene di masturbazione, dichiarando che sarebbe tornata a girare scene di sesso al termine dell'emergenza pandemica.
È una giocatrice di flipper e gareggia frequentemente in tornei nelle sale giochi di Los Angeles. È inoltre appassionata di cosplay e di whisky ed è una grande tifosa dei Phoenix Suns.

## Filmografia parziale
- Aerial Ass (2008)
- Happy Halloween (2008)
- Lesbian Bukkake 13 (2008)
- April Cum Again (2009)
- April In Toledo (2009)
- Barefoot Confidential 61 (2009)
- Big Drippers (2009)
- Busty Busy Secretaries (2009)
- Fuck My Mom And Me 7 (2009)
- Girl Play (2009)
- I Wish Every Month Washington April (2009)
- Lesbian Adventures: I love to trib (2009)
- Lesbian Seductions 26 (2009)
- New Gals (2009)
- Road Queen 10 (2009)
- Road Queen 11 (2009)
- Seduced By A Real Lesbian 4 (2009)
- Sexy Secretaries Bound And Gagged (2009)
- Tape Bound 3 (2009)
- This Ain't Saved By The Bell XXX (2009)
- Ticklephobia (2009)
- Too Hot For Clothes (2009)
- Torrid Tales of Naked Bondage (2009)
- Washing the KITTY (2009)
- Woman's Orgasm (2009)
- All By Myself 4 (2010)
- April's First Throat Fuck (2010)
- ATK Petite Amateurs 8 (2010)
- Best Recuperation Is Ejaculation (2010)

## Riconoscimenti
- AVN Awards
  - 2012 – Candidatura per Best Boy/Girl Sex Scene (con James Deen) in Legs Up Hose Down
  - 2012 – Candidatura per Best Solo/Tease Performance in Legs Up Hose Down
  - 2013 – Candidatura per Best All-Girl Group Sex Scene (con Ash Hollywood e Amber Rayne) in Buffy The Vampire Slayer XXX
  - 2013 – Social Media Star/Twitter Queen (premio dei fan)
  - 2014 – Candidatura per Best Three Way Sex Scene (G/G/B) (con Dani Daniels e Erik Everhard) in Chance Encounters
  - 2015 - Candidatura per Best/Most Spectacular Boobs (premio dei fan)
  - 2017 - Candidatura per  Best Supporting Actress in Ten Inch Mutant Ninja Turtles And Other Porn Parodies
  - 2019 - Candidatura per Best All-Girl Group Sex Scene (con Abigail Mac e Kenna James in Fantasy Factory: Wastelands
  - 2019 - Candidatura per  Best Supporting Actress - Fantasy Factory: Wastelands
  - 2019 - Candidatura per   Most Outrageous Sex Scene (con Robby Echo e A.J.) in Frosty the Snowjob
  - 2020 - Candidatura per Best/Most Spectacular Boobs (premio dei fan)
  - 2020 - Candidatura per   Most Outrageous Sex Scene (con Lauren Phillips e Tommy Pistol) in Area 51 Sex Tape
  - 2022 - Candidatura per Best All-Girl Sex Scene (con Kenna James e Violet Starr)  in Burn So Bright Pt. 2
- XBIZ Awards
  - 2011 – Candidatura per Best New Starlet
  - 2013 – Candidatura per    Best Supporting Actress in The Godfather XXX
  - 2013 – Candidatura per Best Sex Scene - Parody Release (con Tommy Pistol) in  The Godfather XXX
  - 2013 – Candidatura per Best Sex Scene - All-Girl (con Amber Rayne e Ash Hollywood) in Buffy The Vampire Slayer XXX
  - 2014 –  Girl/Girl performer Of The Year